# Ана Роговска
Ана Роговска (пољ. Anna Rogowska; Гдиња, 21. мај 1981) је пољска атлетичарка, која се такмичи у скоку мотком.
На Светском првенству у атлетици на отвореном 2009. у Берлину 17. августа постала је светска првакиња победивши Јелену Исинбајеву.
Лични рекорди Ане Роговске у:
- на отвореном 4,83 постигнут у Бриселу 26. августа 2005.
- у дворани 4,85 постигнут у Париз 6. марта 2011.

## Значајнији резултати:
| Год.  | Такмичење                           | Место                        | Плас. | Рез.    |
| ----- | ----------------------------------- | ---------------------------- | ----- | ------- |
| 2002  | Европско првенство на отвореном     | Минхен, Немачка              | 7     | 4,30    |
| 2003  | Светско првенство у дворани         | Бирмингем, Енглеска          | 6     | 4,35    |
| 2003  | Европско првенство за млађе сениоре | Бидгошч, Пољска              | 1     | 4,35    |
| 2003  | Светско првенство                   | Париз, Француска             | 7     | 4,45    |
| 2004  | Светско првенство у дворани         | Будимпешта, Мађарска         | 7     | 4,40    |
| 2004  | Олимпијске игре                     | Атина, Грчка                 | 3     | 4,70    |
| 2004  | Светско атлетско финале             | Монте Карло, Монако          | 3     | 4,60    |
| 2005  | Европско првенство у дворани        | Мадрид, Шпанија              | 2     | 4,75    |
| 2005  | Светско првенство                   | Хелсинки, Финска             | 6     | 4,35    |
| 2005  | Европски куп                        | Фиренца, Италија             | 1     | 4,60    |
| 2005  | Светско атлетско финале             | Монте Карло, Монако          | 7     | 4,35    |
| 2006  | Светско првенство у дворани 2006.   | Москва, Русија               | 2     | 4,75    |
| 2007  | Европско првенство у дворани        | Бирмингем, Енглеска          | 3     | 4,66    |
| 2007  | Светско првенство                   | Осака, Јапан                 | 8     | 4,60    |
| 2008  | Светско првенство у дворани         | Валенсија, Шпанија           | 6     | 4,55    |
| 2008  | Олимпијске игре                     | Пекинг, Кина                 | 10    | 4,45    |
| 2009. | Светско првенство                   | Берлин, Немачка              | 1     | 4,80    |
| 2010. | Светско првенство у дворани 2010.   | Доха, Катар                  | 2     | 4,70    |
| 2011. | Европско првенство у дворани        | Париз, Француска             | 1     | 4,85 НР |
| 2011. | Светско првенство                   | Тегу, Јужна Кореја           | 10    | 4,55    |
| 2012. | Олимпијске игре                     | Лондон, Уједињено Краљевство | —     | БП      |
| 2013  | Европско првенство у дворани        | Гетеборг, Шведска            | 2     | 4,67    |
| 2013  | Светско првенство                   | Москва, Русија               | —     | БП      |
| 2014  | Светско првенство у дворани         | Сопот, Пољска                | 5     | 4,65    |